# Thomas Picton
Pour les articles homonymes, voir Picton.
Thomas Picton, né le 24 août 1758 à Haverfordwest dans le pays de Galles et mort le 18 juin 1815 lors de la bataille de Waterloo, est un officier gallois de l'armée britannique qui a combattu pendant les guerres napoléoniennes. Selon l'historien Alessandro Barbero, Picton est « respecté pour son courage et craint pour son tempérament irascible ».
Picton attire d'abord l'attention du public pour sa cruauté présumée pendant son poste de gouverneur (1797-1803) de Trinidad, à la suite de quoi il est jugé en Angleterre pour avoir approuvé la torture illégale d'une jeune fille de 14 ans, Luisa Calderón. Bien qu'initialement reconnu coupable, Picton fait annuler la condamnation, arguant que Trinidad est soumise à la loi espagnole, qui autorise l'usage de la torture. La controverse sur la torture et le rôle de Picton dans la traite coloniale des esclaves s'est poursuivie. En 2020, le conseil de Cardiff vote pour supprimer la statue de Picton dans la galerie Heroes of Wales de l'hôtel de ville de Cardiff.
Il est principalement connu pour ses exploits sous Wellington lors de la guerre d'Espagne de 1807–1814, au cours de laquelle il participe à de nombreux combats, faisant preuve d'une grande bravoure et de persévérance. Il est tué en 1815 lors de la bataille de Waterloo, lors d'une charge à la baïonnette cruciale au cours de laquelle sa division arrête l'attaque du corps de Drouet d'Erlon contre le centre allié gauche. Il est l'officier le plus ancien à mourir à Waterloo.

## Biographie

### Jeunesse

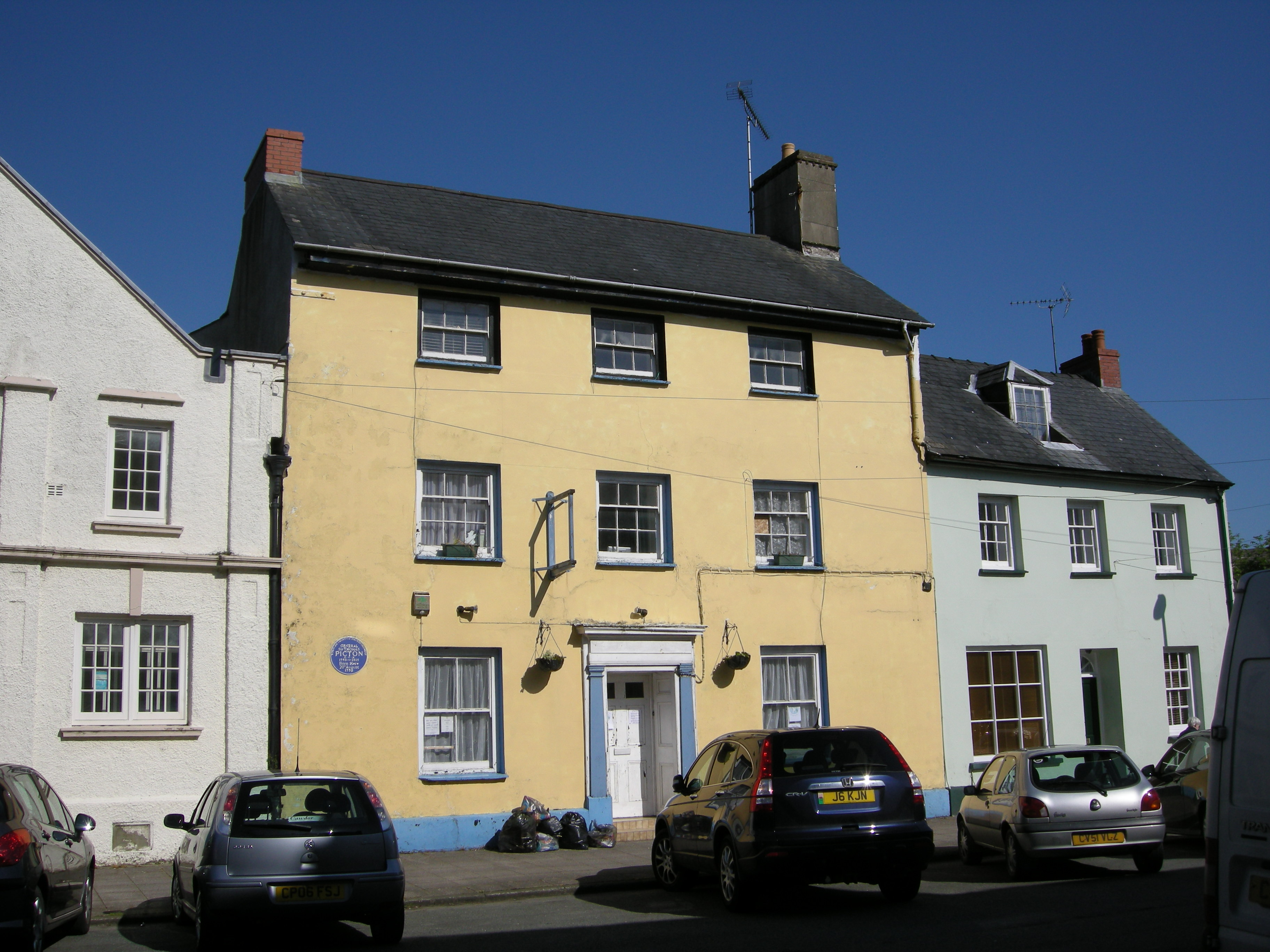
Lieu de naissance de Picton à Hill Street, Haverfordwest, marqué d'une plaque bleue commémorative. La maison devint plus tard le Dragon Hotel.

Thomas Picton est le septième des douze enfants de Thomas Picton (1723–1790) de Poyston Hall, Pembrokeshire, pays de Galles, et de son épouse Cecil née Powell (1728–1806) . Il est né à Haverfordwest, Pembrokeshire, le (probablement) 24 août 1758. En 1771, il obtient une commission d'enseigne dans le 12e régiment d'infanterie, mais il ne s'enrôle que deux ans plus tard. Le régiment est alors stationné à Gibraltar, où il reste jusqu'à ce qu'il soit nommé capitaine du 75th Foot en janvier 1778, date à laquelle il retourne en Grande-Bretagne.
Le régiment est dissous cinq ans plus tard, et Picton réprime une mutinerie parmi les hommes par son action personnelle et son courage ; il se voit promettre le grade de major en récompense. Il ne le reçoit pas, et après avoir vécu à la retraite sur la propriété de son père pendant près de 12 ans, il part aux Antilles en 1794 avec Sir John Vaughan, le commandant en chef, qui fait de lui son aide de camp et lui donne une capitainerie au 17e régiment d'infanterie. Peu de temps après, il est promu major au 58e régiment d'infanterie.

### Carrière dans le nouveau monde
Sous le général Ralph Abercromby, qui succède à Vaughan en 1795, il assiste à la prise de Sainte-Lucie (après quoi il est promu lieutenant-colonel du 56th Foot) puis à celle de Saint-Vincent.
Après la prise de Trinidad en 1797, Abercromby fait de Picton le gouverneur de l'île. Pendant les cinq années suivantes, il tient l'île avec une garnison qu'il juge insuffisante face aux menaces de troubles internes et de reconquête par les Espagnols. Il assure l'ordre par une action vigoureuse, considérée comme une justice grossière et une brutalité arbitraire. Picton est accusé de l'exécution d'une douzaine d'esclaves et le commerce des humains captifs est en partie à l'origine de sa fortune considérable. L'historien Chris Evans déclare : « les délinquants qui ont été envoyés pour exécution immédiate pourraient se considérer chanceux ; d'autres ont dû subir des mutilations et des tortures ».
En octobre 1801, il est nommé brigadier général. Au cours des négociations conduisant à la paix d'Amiens de 1802, de nombreux habitants britanniques font une pétition contre le retour de l'île à l'Espagne ; cela, conjugué au positionnement similaire de Picton et d'Abercromby, conduit au maintien de Trinidad comme possession britannique.
À ce moment-là, des rapports d'arbitraire et de brutalité associés à son poste de gouverneur ont conduit à une demande de renvoi. Picton a également gagné de l'argent grâce à la spéculation sur la terre et les esclaves, et sa maîtresse mulâtre, Rosetta Smith, aurait influencé de manière corrompue ses décisions. De plus, alors que Trinidad ne fait plus face à aucune menace extérieure, le ministère Pitt tombe et la nouvelle administration Addington ne veut pas que Trinidad développe l'économie de plantation favorisée par Picton. En 1802, William Fullarton (en) (1754-1808) est nommé membre principal d'une commission chargée de gouverner l'île ; Samuel Hood devient le deuxième membre et Picton lui-même le troisième.
Fullarton a un parcours très différent de Picton. Issu d'une famille écossaise riche et établie de longue date, il a servi avec distinction en Inde, expérience qui lui a inspiré un pamphlet où il affirme que la Compagnie des Indes orientales s'est attiré des ennuis par son traitement indigne des princes et des sujets indigènes, et où il avance qu'une politique plus humaine serait préférable à l'idée qu'il faudrait « les laisser haïr du moment qu'ils ont peur ».
La politique de Picton à l'égard de diverses sections de la population insulaire a souvent été conforme à ce dernier adage, et lui et Fullarton se sont rapidement disputés. Fullarton ouvre une série d'enquêtes sur les allégations contre Picton et fait longuement part de ses opinions défavorables sur les actions passées du général aux réunions de la commission. Picton présente alors sa démission le 31 mai 1803.

## Arrestations et procès
Picton rejoint Hood dans des opérations militaires à Sainte-Lucie et Tobago, avant de retourner en Grande-Bretagne pour faire face aux accusations portées par Fullarton. En décembre 1803, il est arrêté par ordre du Conseil privé et rapidement libéré en échange d'une caution fixée à 40 000 £.
Le Conseil privé examine la majorité des accusations portées contre Picton. Ces accusations concernent principalement sa cruauté excessive dans la détection et la punition des pratiquants d'obeah, de sévérité envers les esclaves et d'exécution de suspects sans procédure régulière. Seule ce dernier chef d'accusation semble avoir sérieusement retenu l'attention du Conseil privé. Picton s'est défendu avec succès en arguant que les lois de Trinidad (qui sont alors encore celles de l'ancienne puissance coloniale espagnole, Abercromby ayant spécifiquement ordonné à Picton de se conduire selon ces lois) ou encore l'« état de garnison » (loi martiale) justifiaient l'exécution immédiate dans les cas mentionnés.

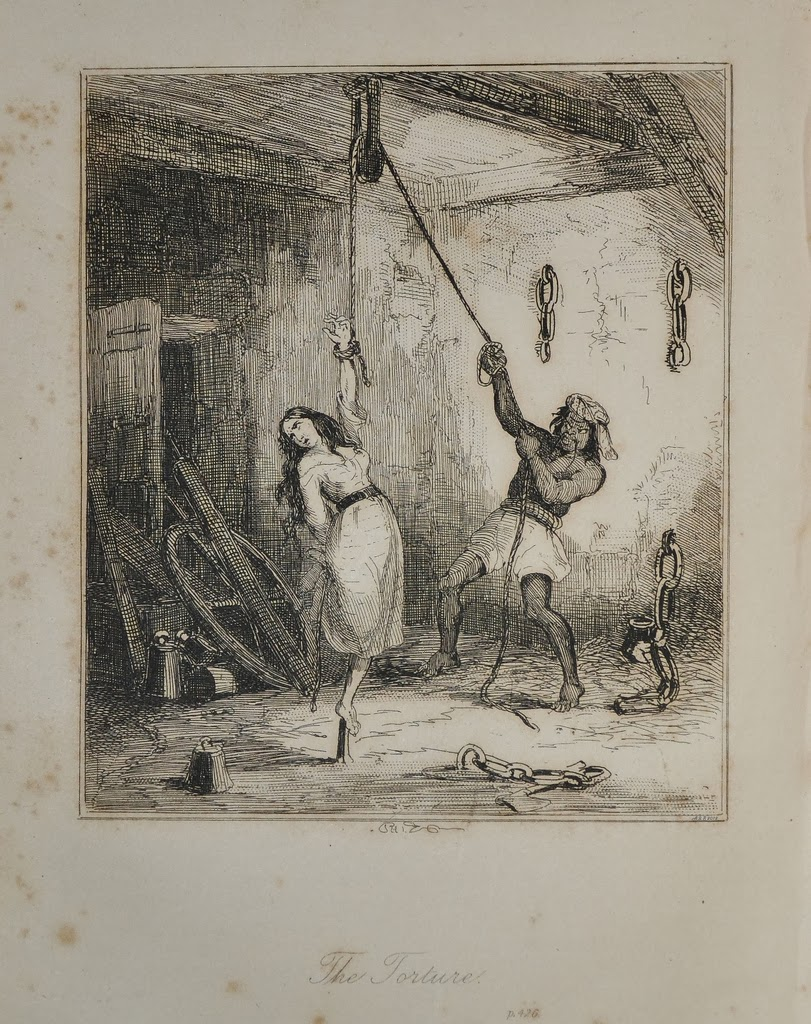
Torture infligée à Luisa Calderón, telle que représentée sur une gravure de l'époque.

Picton est cependant jugé devant la Cour du Banc du roi par Lord Ellenborough en 1806 sur une autre accusation : celle d'avoir, en 1801, infligé illégalement la torture pour extraire des aveux de Luisa Calderón, une jeune fille mulâtre libre soupçonnée d'avoir aidé un de ses amants pour cambrioler la maison de l'homme avec qui elle vivait, gagnant environ 500 £. La torture (mais pas le type spécifique de cette dernière) avait été demandée par écrit par un magistrat local et approuvée par Picton. La torture appliquée (« piquetage »), dérivée d'une punition militaire britannique, consiste en principe à contraindre le suspect ligoté à se tenir sur un orteil sur une cheville à tête plate pendant une heure à de nombreuses reprises en l'espace de quelques jours. En fait, Calderón a subi une séance de 55 minutes et une seconde de 25 minutes le lendemain. La jeune fille était suspendue par un bras sur une corde de poulie fixée au plafond et abaissée sur une cheville dans le sol, pieds nus en premier. Cela a continué jusqu'à ce que tout son poids corporel repose sur la cheville. Elle n'a pas avoué et a été emprisonnée pendant huit mois supplémentaires avant d'être libérée,.
La période entre le retour de Picton et le procès a vu une guerre de brochures entre les camps rivaux et la vente généralisée de gravures montrant à un public britannique curieux la mulâtresse de 14 ans ligotée et torturée dans une tenue à moitié habillée. Au procès, Luisa Calderón témoigne en personne de la nature et de la durée de son piquetage. Les arguments juridiques, cependant, ont porté sur la question de savoir si la loi espagnole autorisait la torture des suspects. Sur la preuve présentée par l'accusation et le fait que la défense de Picton ait été contredite par le contre-interrogatoire de ses témoins, le jury déclare Picton coupable.
Il demande rapidement un nouveau procès, ce qu'il obtient en 1808. À cela, l'avocat de Picton souligne que le recours à la torture a été demandé par le magistrat local, que de nombreuses preuves ont démontré la légalité de cette pratique en vertu de la loi espagnole et que Calderón était assez âgée pour être légalement torturé. Contre l'argument selon lequel la torture était légale en vertu des lois espagnoles, mais nulle part autorisée par celles de ses colonies, il a présenté un nombre considérable de dépositions d'habitants de Trinidad montrant que la torture avait été fréquemment utilisée par les magistrats au cours des dernières années de l'occupation espagnole. Le jury a conclu que la torture était autorisée par la loi de l'île au moment de la cession et que l'accusé avait agi sans malice. Ils ont donc infirmé le verdict du procès précédent, mais ont demandé à la Cour plénière d'examiner l'argument supplémentaire de l'accusation selon lequel la torture d'une personne libre était si contraire aux lois anglaises que Picton devait savoir qu'il ne pouvait pas le permettre, quelle que soit la loi espagnole. Le tribunal a ordonné que les obligations de Picton envers le tribunal soient reportées jusqu'à ce que le tribunal puisse examiner la question plus avant, mais aucun jugement n'a jamais été rendu.
Les amis de Picton dans l'armée et parmi les propriétaires d'esclaves ont payé ses frais juridiques. Picton contribue pour la même somme à un fonds de secours après un incendie généralisé à Port-d'Espagne. Il est promu entre-temps major général et, en 1809, devient gouverneur de Flessingue aux Pays-Bas pendant l'expédition de Walcheren.

### Service militaire en Europe

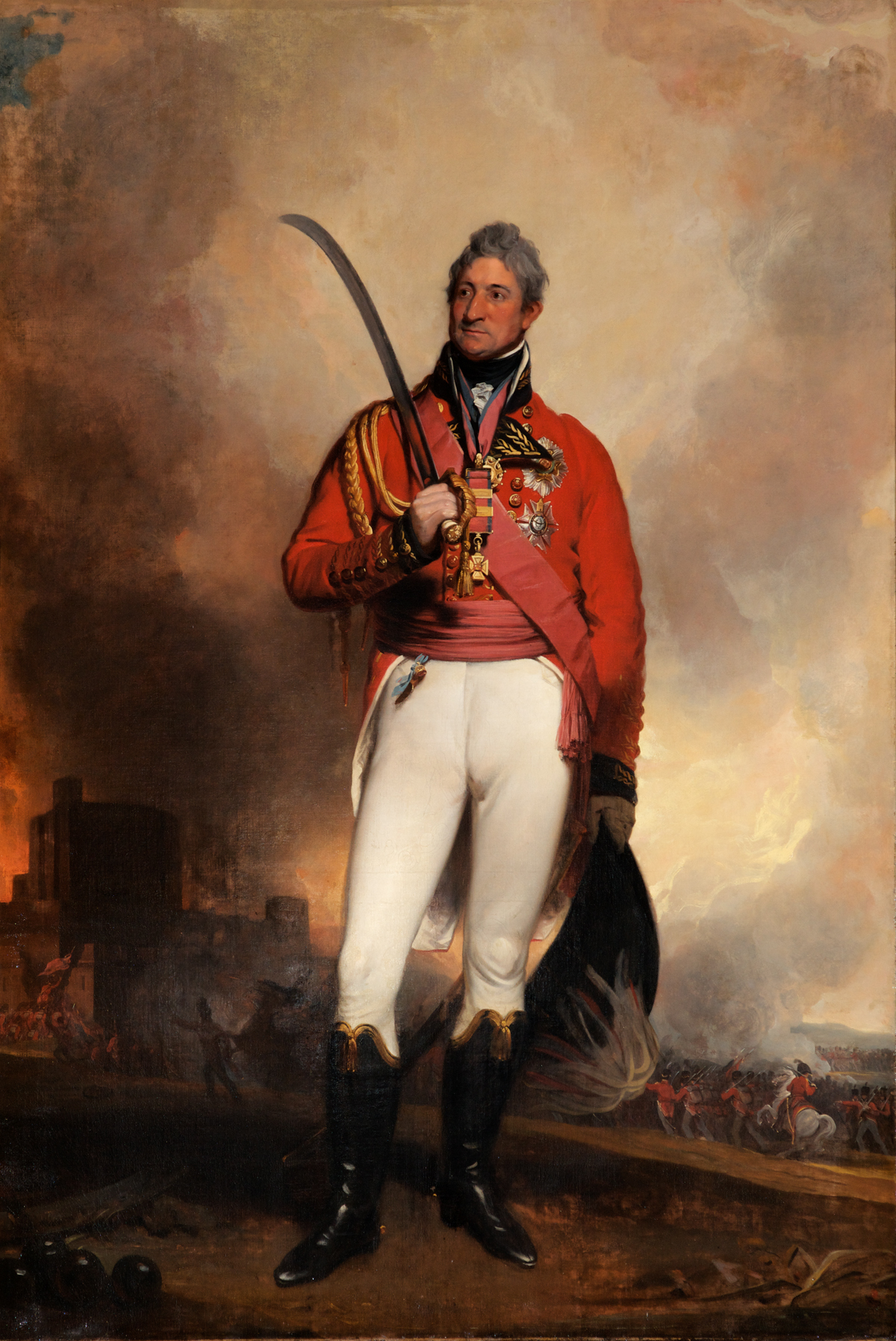
Picton peint par Martin Archer Shee.

En 1810, à la demande de Wellington, Picton est nommé à la tête d'une division en Espagne. Wellington rappelle qu'il a été recommandé par le général Miranda, qui le considère comme « extrêmement intelligent », mais ne lui fait pas pour autant confiance, car « il a tellement de vanité que si vous l'envoyiez aux Caraccas ou aux îles des Indes occidentales, il tenterait d'en devenir le prince ». 
Pendant les années restantes de la guerre péninsulaire, Picton est l'un des principaux subordonnés de Wellington. Le commandant en chef ne lui accorde jamais une confiance semblable à celle dont jouissent Beresford, Hill et Robert Craufurd, mais dans l'exécution résolue, minutieuse et ponctuelle d'une tâche bien définie, Picton n'a pas de supérieur dans l'armée. Ses débuts sont malheureux, en partie à cause de son caractère naturellement sévère et désormais aigri et de la position difficile dans laquelle il est placé. En juillet 1810, alors que la division Craufurd est engagée dans un combat sur la rivière Côa, Picton, son voisin le plus proche, refuse de le soutenir en vertu des instructions directes de Wellington ordonnant d'éviter tout engagement. Peu de temps après, cependant, à la bataille de Buçaco, il parvient à rejeter les forces françaises au-delà d'un ravin dans un désordre considérable.
Après un hiver passé à l'abri des lignes de Torres Vedras, Picton ajoute à sa réputation et à celle de sa division lors de la bataille de Fuentes de Oñoro. En septembre 1811, il reçoit le grade local de lieutenant-général et, le même mois, ses troupes se signalent par leur retraite rapide et ordonnée sous la forte pression de la cavalerie française au combat d'El Bodón. En octobre, Picton est nommé colonel du 77e régiment d'infanterie.

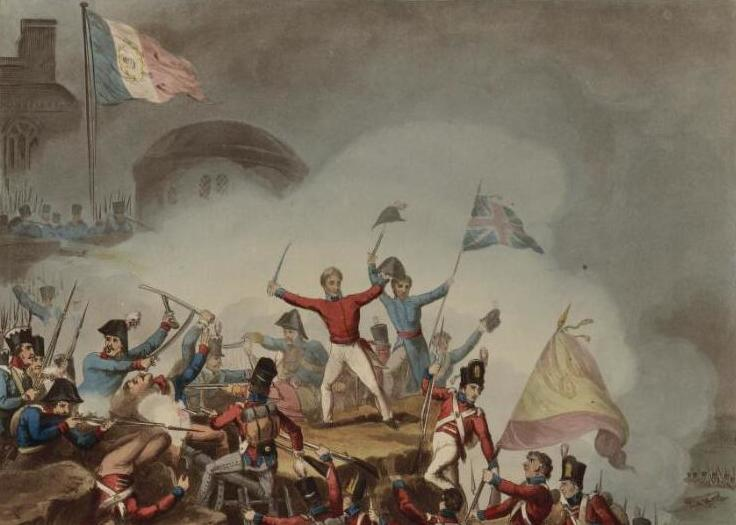
Picton prend d'assaut le château de Badajoz, le 31 mars 1812.

Dans les premières opérations de 1812, Picton et Craufurd, côte à côte, prennent d'assaut les deux brèches de Ciudad Rodrigo. Craufurd et le commandant en second de Picton, le major-général Henry MacKinnon, sont mortellement blessés lors de l'engagement. Au siège de Badajoz, en avril, le succès de l'assaut de la forteresse est dû à son audace. Il est lui-même blessé au cours de la mêlée mais refuse de quitter les remparts ; le lendemain, ayant récemment hérité d'une fortune, il donne une guinée à chaque survivant de son commandement. Sa blessure et une crise de fièvre l'obligent à retourner en Grande-Bretagne pour récupérer, ne retournant au front qu'en avril 1813. Pendant son séjour en Grande-Bretagne, il est décoré du collier et de l'insigne de chevalier de l'ordre du Bain par le prince régent George. En juin, il est nommé lieutenant général de l'armée. À cette époque, Picton achète le domaine d'Iscoed dans le Carmarthenshire et est élu triomphalement comme député pour les arrondissements de Pembroke lors d'une élection partielle le 19 mars 1813.
À la bataille de Vitoria, le 21 juin 1813, Picton conduit sa division à l'assaut d'un pont important sous un feu nourri. Selon le général, les Français ripostent par le feu de 40 à 50 canons et une contre-attaque sur son flanc droit, encore largement à découvert en raison de la prise rapide du pont, faisant perdre à la 3e division 1 800 hommes, soit plus d'un tiers de toutes les pertes britanniques lors de la bataille ; les hommes de Picton réussissent malgré tout à tenir leur position. Le talent dont il fait preuve dans la conduite de sa division à Vitoria et dans les combats des Pyrénées favorise sa réputation de général résolu et habile. Au début de 1814, il est nommé, après consultation de Wellington, au commandement des forces britanniques opérant du côté de la Catalogne.
Lors de la dissolution de la 3e division, les officiers présentent à Picton un précieux service d'assiette et, le 24 juin 1814, il reçoit pour la septième fois les remerciements de la Chambre des communes pour ses services. À sa grande déception, il n'est pas inclus parmi les généraux élevés à la pairie, mais au début de 1815, il est nommé commandeur de l'ordre du Bain.

### Mort à Waterloo

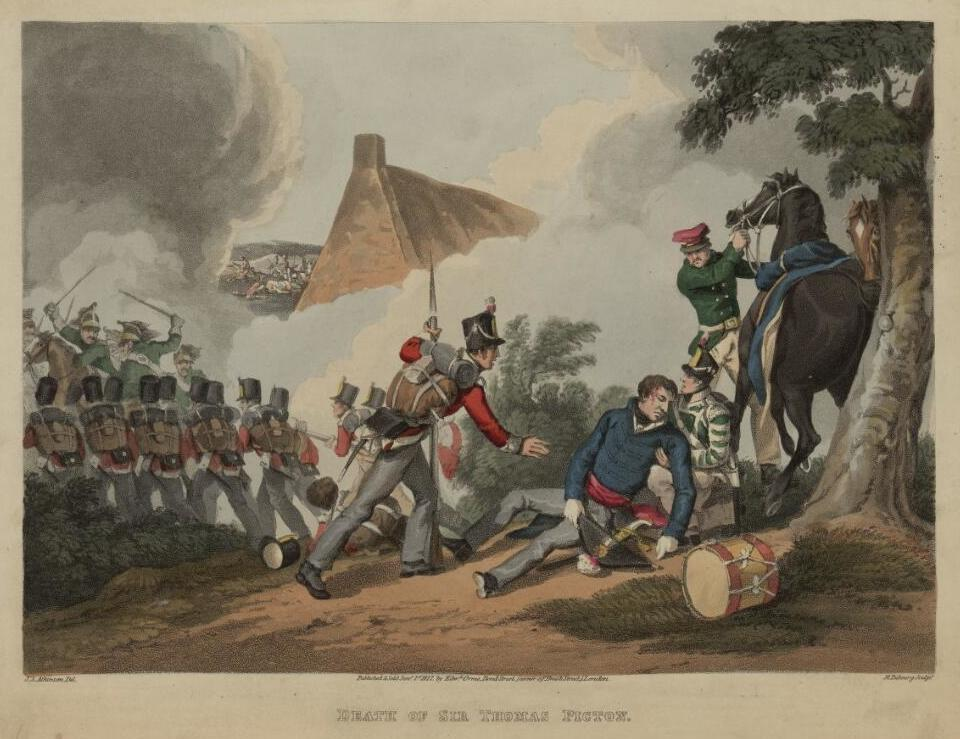
Mort du général Picton à Waterloo.

Lorsque Napoléon revient de l'île d'Elbe, Picton, à la demande de Wellington, accepte un haut commandement dans l'armée anglo-néerlandaise et est nommé commandant de la 5e division d'infanterie. Avec tous les autres officiers supérieurs de l'armée, il est invité au bal de la Duchesse de Richmond qui a eu lieu le 15 juin.
Le 18 juin, il participe à la bataille de Waterloo. Vers 13 h 30, Napoléon envoie le corps du général Drouet d'Erlon pour attaquer le centre anglo-allié près de la ferme de la Haie Sainte. Picton lance alors une charge à la baïonnette sur la tête de la colonne française. Alors qu'il conduit personnellement ses hommes à l'assaut, ses derniers mots sont « Charge ! Charge ! Hourra ! Hourra ! ». Quelques instants plus tard, il est abattu d'une balle de mousquet à la tempe.
Un examen ultérieur révèle que le corps de Picton a subi une grave blessure à la hanche lors de la bataille des Quatre Bras, livrée le 16 juin. En dehors de son domestique, il n'en avait parlé à personne, ni consulté un chirurgien, choisissant plutôt de panser lui-même la plaie.
Son corps arrive d'abord à Deal dans le Kent le 25 juin, salué par les canons des navires amarrés à The Downs, puis à Canterbury le même soir pour y être déposé dans une pièce du Fountain Inn, où Picton avait dîné avant de rejoindre le continent. Le 26 juin, à 6 h, au son de la « Marche morte » de Saül, le cortège funèbre escorté par le 52e régiment d'infanterie se dirige vers Londres où il arrive le 3 juillet. Il est ensuite enterré dans le caveau de la famille à Église Saint-George (Hanover Square). Un monument public est érigé à sa mémoire dans la cathédrale Saint-Paul, sur ordre du Parlement. Un autre monument est érigé en 1823 à Carmarthen par souscription, le roi contribuant pour cent guinées. Le 8 juin 1859, sa dépouille est à nouveau inhumée dans la cathédrale Saint-Paul, près du corps du duc de Wellington. Il est commémoré à l'église St Michael de Rudbaxton, dans le Pembrokeshire, la paroisse dans laquelle il a grandi.
Picton a la réputation d'un homme colérique qui n'hésite pas à proférer des insanités pour galvaniser ses hommes au combat. Yves Martin écrit à son propos qu'il « est d'évidence d'une grande bravoure » mais qu'il « ne brille pas particulièrement par ses qualités militaires ».

## Noms donnés en son honneur
- La ville de Picton dans le comté de Prince Edward, Ontario, Canada
- La ville de Picton, Nouvelle-Zélande
- Picton, Nouvelle-Galles du Sud, une ville nommée par le collègue militaire de Picton, Lachlan Macquarie
- Picton Junction, Australie-Occidentale a été nommé par des vétérans de Waterloo qui se sont installés dans le sud-ouest de l'Australie-Occidentale
- Picton Island, à l'entrée est du canal Beagle en Amérique du Sud; nommé par Robert Fitzroy et Phillip Parker King [21]

- Picton Street, Griffithstown, Pays de Galles
- Picton Terrace, Blaenau Ffestiniog, Pays de Galles
- Picton Terrace, Carmarthen, Pays de Galles
- Picton Road, New South Wales, une autoroute en Australie
- Picton Street, Montpellier, Bristol . En 1783, alors qu'il était encore capitaine, Picton s'est fait aimer des Bristoliens en affrontant le 75e bataillon rebelle à College Green, Bristol et en évitant une mutinerie militaire. Il y a aussi une belle villa à double baie dans la rue nommée Picton Lodge.
- Picton Street, Port-d'Espagne, Trinité-et-Tobago.

- Le General Picton Inn à Porthcawl
- Le général Picton à Picton Place, Nantyffyllon, Maesteg . Le signe porte une image de Sir Thomas. La zone contient également une rue Picton qui porte son nom; il possédait une grande quantité de terres dans la région.
- Le Picton est une maison publique à Commercial Road, Newport . Le signe représente Sir Thomas en uniforme militaire reposant la lame de son épée sur son épaule gauche.

- Picton Barracks, Bulford Camp, Wiltshire - le quartier général de la 3e Division de l'armée britannique depuis 1992
- HMS Sir Thomas Picton - Première Guerre mondiale, moniteur de la Royal Navy
- La Rhymney Brewery à Rhymney, dans le sud du Pays de Galles, produit une "vraie bière" (bitter classique en fût) nommée General Picton
- Le Picton, une pension de garçons au Wellington College, Berkshire, une école indépendante
- Sir Thomas Picton School ( Ysgol Sir Thomas Picton ), une école polyvalente mixte à Haverfordwest, Pembrokeshire, Pays de Galles - fermé en 2018.
- Picton Arcade, Swansea . Une zone commerçante couverte du centre-ville reliant Kingsway et Oxford Street.
- Picton House, domaine Humphreys, Gibraltar.

En juin 2020, à la suite des manifestations en hommage à George Floyd et du renversement de la statue d'Edward Colston à Bristol, le maire de Cardiff, Dan De'Ath, et le chef du conseil de Cardiff, Huw Thomas, ont soutenu les appels à retirer la statue de l'hôtel de ville en raison des liens de Picton avec l'esclavage. En juillet, le conseil vote le retrait de la statue.
En 2021, le portrait de Picton au Musée national de Cardiff est remplacé par le tableau Hedger and Ditcher: Portrait of William Lloyd (Entreteneur de haies et fossés : Portrait de William Lloyd) par Albert Houthuesen.